# Nationalsozialistischer Altherrenbund
Der Nationalsozialistische Altherrenbund der Deutschen Studenten (NSAHB), genannt auch NS-Altherrenbund, war eine nationalsozialistisch gesteuerte Vereinigung von Akademikern, deren Hauptzweck darin bestand, die Tätigkeit des NS-Studentenbundes (NSDStB) an den Hochschulen zu unterstützen.

## Geschichte
Die Organisation wurde 1931 unter der Bezeichnung NS-Studentenkampfhilfe gegründet, um nationalsozialistische Akademiker zusammenzufassen und insbesondere den NSDStB finanziell zu unterstützen. Nachdem die Organisation zwischenzeitlich ihre Bedeutung fast gänzlich verloren hatte, wurde sie am 14. Mai 1936 durch Verordnung des Hitler-Stellvertreters Rudolf Heß erneuert und ein Jahr später durch einen weiteren Heß-Erlass zum „einzigen von der NSDAP anerkannten Zusammenschluss von Alten Herren der deutschen Hoch- und Fachschulen“ erklärt. Hintergrund für diese Entwicklung war die seit 1934/1935 erfolgte Auflösung der meisten alten Studentenverbindungen bzw. ihre Umwandlung in Kameradschaften des NSDStB. 
Der neugeschaffene Verband sollte daher die „heimatlos“ gewordenen Altherrenverbände der aufgelösten Korporationen und deren erhebliche Vermögen (Verbindungshäuser) zusammenfassen und mit ihrer finanziellen Beitragskraft für die neuen Kameradschaften dienstbar machen. Dementsprechend wurde er 1938 in NS-Altherrenbund umbenannt und als eine „von der NSDAP betreute Organisation“ der Reichsstudentenführung unter ihrem „Führer“ Gustav Adolf Scheel unterstellt. Diese richtete zu diesem Zweck ein eigenes Amt NS-Altherrenbund ein, das folgende Aufgaben erhielt:
- Ausrichtung des NS-Altherrenbundes im Sinne der nationalsozialistischen Weltanschauung,
- Erfassung aller ehemaligen Hoch- und Fachschüler in Gemeinschaften auf freiwilliger Grundlage,
- Förderung der lebendigen Verbindung zwischen den jungen Studenten und den Alten Herren,
- ideelle und finanzielle Förderung des NSDStB, Errichtung und Unterhaltung von Häusern für die Kameradschaften des NSDStB.

Mit dem Blatt Der Altherrenbund (der 5. Jahrgang als: Reich und Geist) besaß der NS-Altherrenbund ein amtliches Organ, das ab Juli 1938 monatlich erschien.
Die Organisation zählte im Juli 1939 nach eigenen Angaben 75.000 Mitglieder. Altherrenvereine, die sich weigerten, dem NS-Altherrenbund beizutreten oder dort nicht erwünscht waren (wie die katholischen Altherrenvereine), wurden im Zuge des Himmler-Erlass vom 20. Juni 1938 aufgelöst.
Nach dem Ende des Zweiten Weltkrieges wurde der NSAHB wie alle anderen NS-Organisationen durch das Kontrollratsgesetz Nr. 2 (Auflösung und Liquidierung der Naziorganisationen) verboten und sein Vermögen beschlagnahmt.